# Poueyferré
Poueyferré est une commune française située dans l'ouest du département des Hautes-Pyrénées, en région Occitanie.
Sur le plan historique et culturel, la commune est dans l’ancien comté de Bigorre, comté historique des Pyrénées françaises et de Gascogne. Exposée à un climat océanique altéré, elle est drainée par l'Ousse et par deux autres cours d'eau. La commune possède un patrimoine naturel remarquable : un site Natura 2000 (la « tourbière et lac de Lourdes »), un espace protégé (le « tourbière du Lac de Lourdes ») et quatre zones naturelles d'intérêt écologique, faunistique et floristique.
Poueyferré est une commune rurale qui compte 830 habitants en 2022, après avoir connu une forte hausse de la population depuis 1962. Elle fait partie de l'aire d'attraction de Lourdes. Ses habitants sont appelés les Poueyferréens ou  Poueyferréennes.

## Géographie

### Localisation
La commune de Poueyferré se trouve dans le département des Hautes-Pyrénées, en région Occitanie.
Elle se situe à 17 km à vol d'oiseau de Tarbes, préfecture du département, à 13 km d'Argelès-Gazost, sous-préfecture, et à 4 km de Lourdes, bureau centralisateur du canton de Lourdes-1 dont dépend la commune depuis 2015 pour les élections départementales.
La commune fait en outre partie du bassin de vie de Lourdes.
Les communes les plus proches sont : 
Loubajac (1,5 km), Bartrès (2,5 km), Barlest (3,6 km), Peyrouse (3,7 km), Lourdes (3,8 km), Adé (4,4 km), Omex (5,0 km), Ossen (5,6 km).
Sur le plan historique et culturel, Poueyferré fait partie de l’ancien comté de Bigorre, comté historique des Pyrénées françaises et de Gascogne créé au IXe siècle puis rattaché au domaine royal en 1302, inclus ensuite au comté de Foix en 1425 puis une nouvelle fois rattaché au royaume de France en 1607. La commune est dans le pays de Tarbes et de la Haute Bigorre.

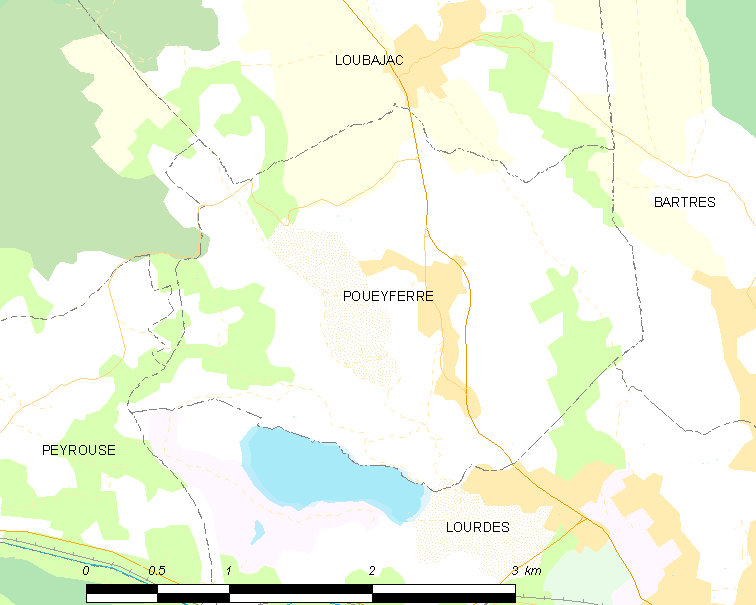
Carte de la commune de Poueyferré et des proches communes.

|          | Loubajac   |         |
| Lourdes  | Poueyferré | Bartrès |
| Peyrouse | Lourdes    |         |

### Hydrographie
La commune est dans le bassin de l'Adour, au sein du bassin hydrographique Adour-Garonne. Elle est drainée par l'Ousse, le ruisseau de Baratchelé et le ruisseau de la Coste, constituant un réseau hydrographique de 4 km de longueur totale,.
L'Ousse, d'une longueur totale de 42,4 km, prend sa source dans la commune de Bartrès et s'écoule vers le nord-ouest. Il traverse la commune et se jette dans le gave de Pau à Gelos, après avoir traversé 19 communes.

### Climat
Le climat est tempéré de type océanique, en raison de l'influence proche de l'océan Atlantique situé à peu près 150 km plus à l'ouest. La proximité des Pyrénées fait que la commune profite d'un effet de foehn, il peut aussi y neiger en hiver, même si cela reste inhabituel.
| Mois                              | jan.  | fév.  | mars  | avril | mai   | juin  | jui.  | août  | sep.  | oct.  | nov.  | déc.  | année   |
| --------------------------------- | ----- | ----- | ----- | ----- | ----- | ----- | ----- | ----- | ----- | ----- | ----- | ----- | ------- |
| Température minimale moyenne (°C) | 0,6   | 1,3   | 2,7   | 5,2   | 8,3   | 11,6  | 14,1  | 13,9  | 11,7  | 8     | 3,6   | 1,3   | 6,9     |
| Température moyenne (°C)          | 5,3   | 6,1   | 7,8   | 10    | 13,3  | 16,7  | 19,3  | 19    | 17,2  | 13,3  | 8,5   | 5,8   | 11,9    |
| Température maximale moyenne (°C) | 9,9   | 11    | 12,9  | 14,8  | 18,3  | 21,7  | 24,5  | 24    | 22,6  | 18,6  | 13,4  | 10,4  | 16,8    |
| Ensoleillement (h)                | 108,8 | 118,8 | 155,6 | 157,2 | 181,3 | 191,5 | 215,5 | 196,4 | 194,5 | 164,4 | 124,4 | 104,4 | 1 912,8 |
| Précipitations (mm)               | 112,8 | 97,5  | 100,2 | 105,7 | 113,6 | 80,7  | 57,3  | 70,3  | 71    | 85,2  | 93    | 112,1 | 1 099,4 |

### Milieux naturels et biodiversité

#### Espaces protégés
La protection réglementaire est le mode d’intervention le plus fort pour préserver des espaces naturels remarquables et leur biodiversité associée,.
Dans ce cadre, la commune fait partie.
Un  espace protégé est présent sur la commune : 
le « tourbière du Lac de Lourdes », un terrain acquis (ou assimilé) par un conservatoire d'espaces naturels, d'une superficie de 2,9 ha.

#### Réseau Natura 2000

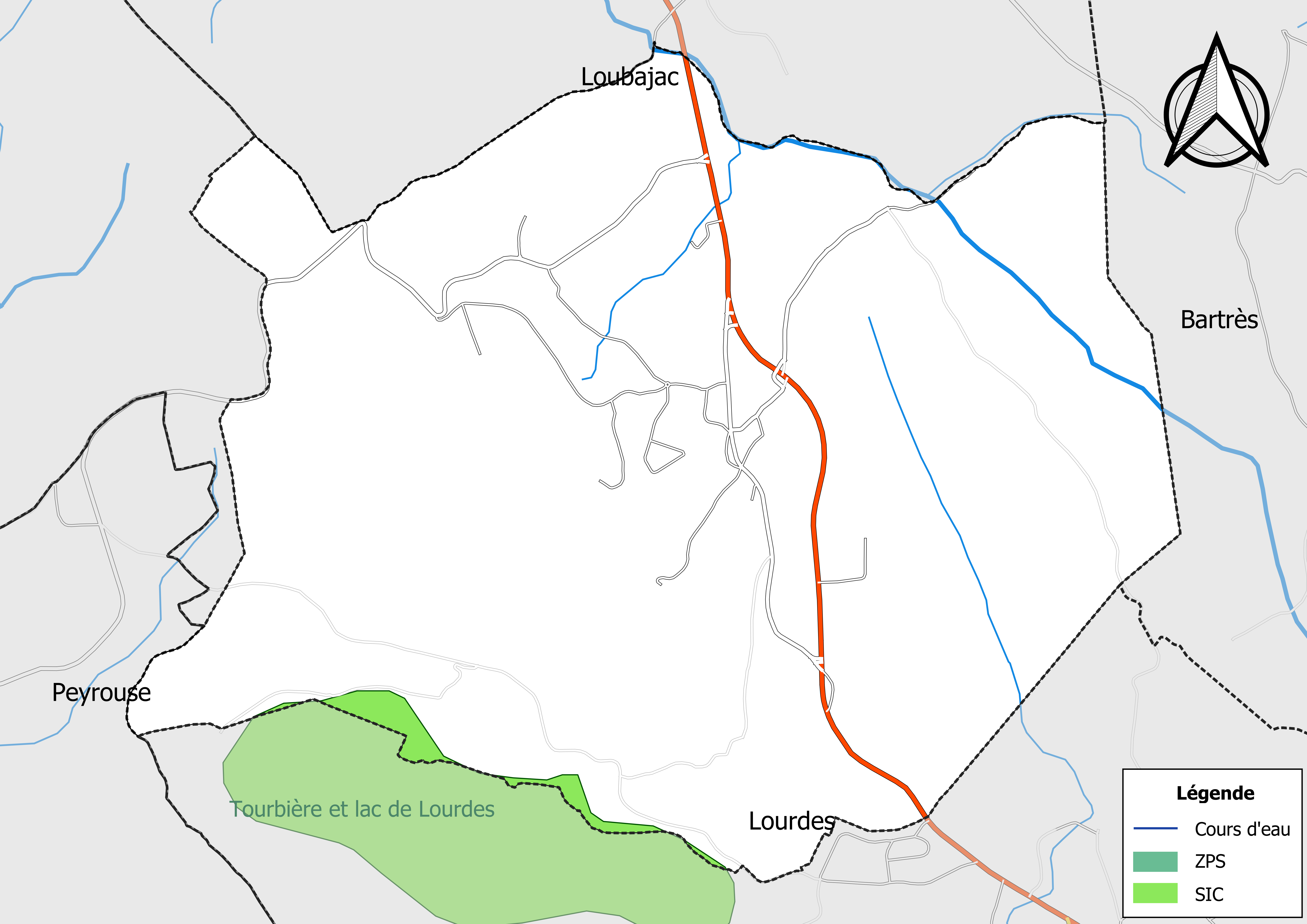
Site Natura 2000 sur le territoire communal.

Le réseau Natura 2000 est un réseau écologique européen de sites naturels d'intérêt écologique élaboré à partir des directives habitats et oiseaux, constitué de zones spéciales de conservation (ZSC) et de zones de protection spéciale (ZPS).
Un site Natura 2000 a été défini sur la commune au titre de la directive habitats : la « tourbière et lac de Lourdes », d'une superficie de 73 ha, un ensemble comprenant une ceinture de cladiaies et roselières en périphérie d'une grande tourbière acide, des aulnaies marécageuses et des rives lacustres sur le bord du lac lui même.

#### Zones naturelles d'intérêt écologique, faunistique et floristique
L’inventaire des zones naturelles d'intérêt écologique, faunistique et floristique (ZNIEFF) a pour objectif de réaliser une couverture des zones les plus intéressantes sur le plan écologique, essentiellement dans la perspective d’améliorer la connaissance du patrimoine naturel national et de fournir aux différents décideurs un outil d’aide à la prise en compte de l’environnement dans l’aménagement du territoire.
Trois ZNIEFF de type 1 sont recensées sur la commune :
- le « Dortoir de Milan royal de Loubajac » (53 ha), couvrant 3 communes du département[19] ;
- la « tourbière de Poueyferré et ruisseau de Baratchèle » (101 ha), couvrant 2 communes du département[20],
- la « tourbière et lac de Lourdes » (87 ha), couvrant 2 communes du département[21] ;

et une ZNIEFF de type 2, : 
le « bassin versant du lac de Lourdes » (294 ha), couvrant 3 communes du département.

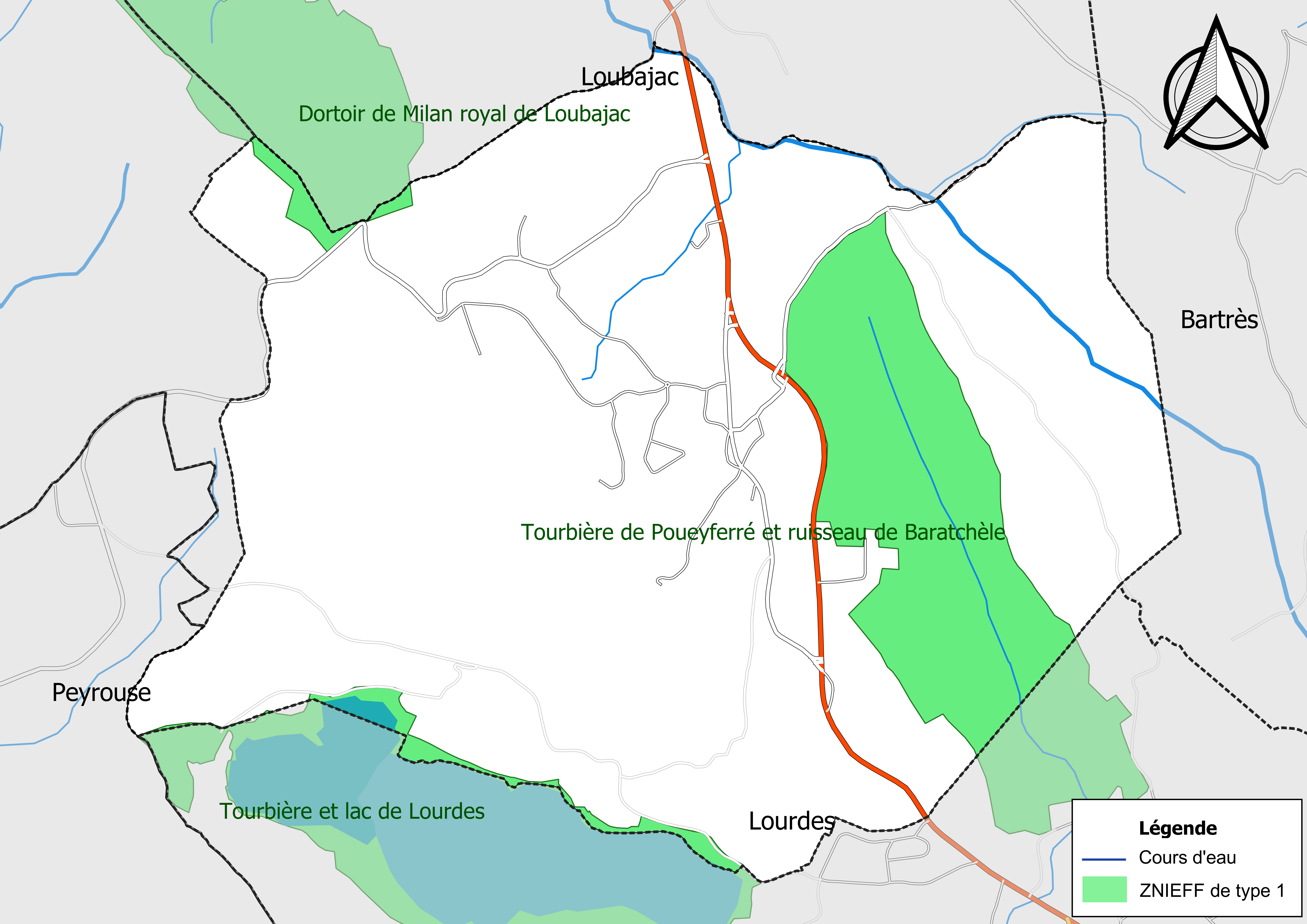
Carte des ZNIEFF de type 1 sur la commune.
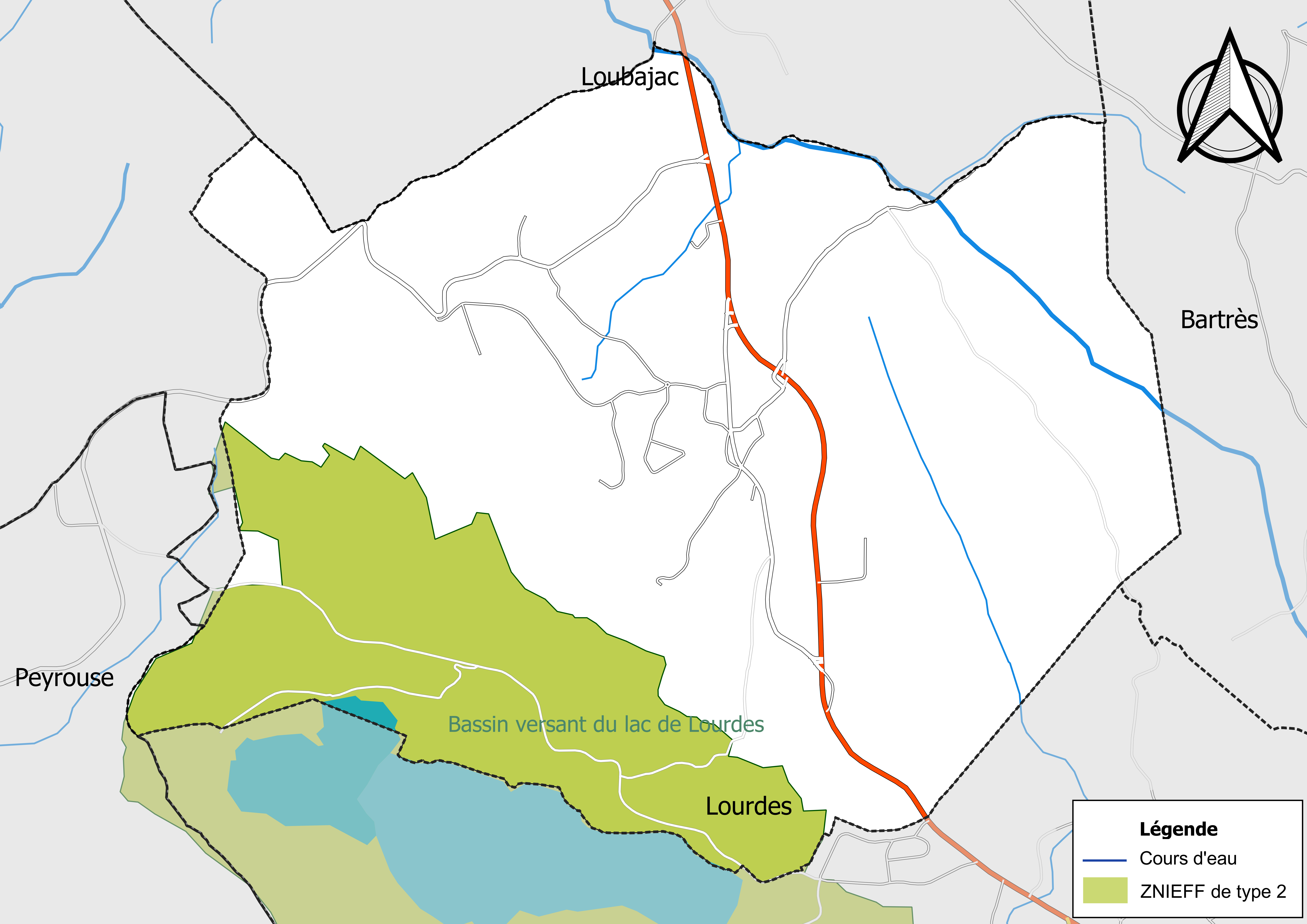
Carte de la ZNIEFF de type 2 sur la commune.

## Urbanisme

### Typologie
Au 1er janvier 2024, Poueyferré est catégorisée commune rurale à habitat dispersé, selon la nouvelle grille communale de densité à sept niveaux définie par l'Insee en 2022.
Elle est située hors unité urbaine. Par ailleurs la commune fait partie de l'aire d'attraction de Lourdes, dont elle est une commune de la couronne,. Cette aire, qui regroupe 45 communes, est catégorisée dans les aires de moins de 50 000 habitants,.

### Occupation des sols
L'occupation des sols de la commune, telle qu'elle ressort de la base de données européenne d’occupation biophysique des sols Corine Land Cover (CLC), est marquée par l'importance des territoires agricoles (79 % en 2018), en diminution par rapport à 1990 (81,9 %). La répartition détaillée en 2018 est la suivante : 
prairies (46,6 %), zones agricoles hétérogènes (25,5 %), forêts (13,7 %), zones urbanisées (7,2 %), terres arables (6,9 %), eaux continentales (0,1 %).
L'IGN met par ailleurs à disposition un outil en ligne permettant de comparer l’évolution dans le temps de l’occupation des sols de la commune (ou de territoires à des échelles différentes). Plusieurs époques sont accessibles sous forme de cartes ou photos aériennes : la carte de Cassini (XVIIIe siècle), la carte d'état-major (1820-1866) et la période actuelle (1950 à aujourd'hui).

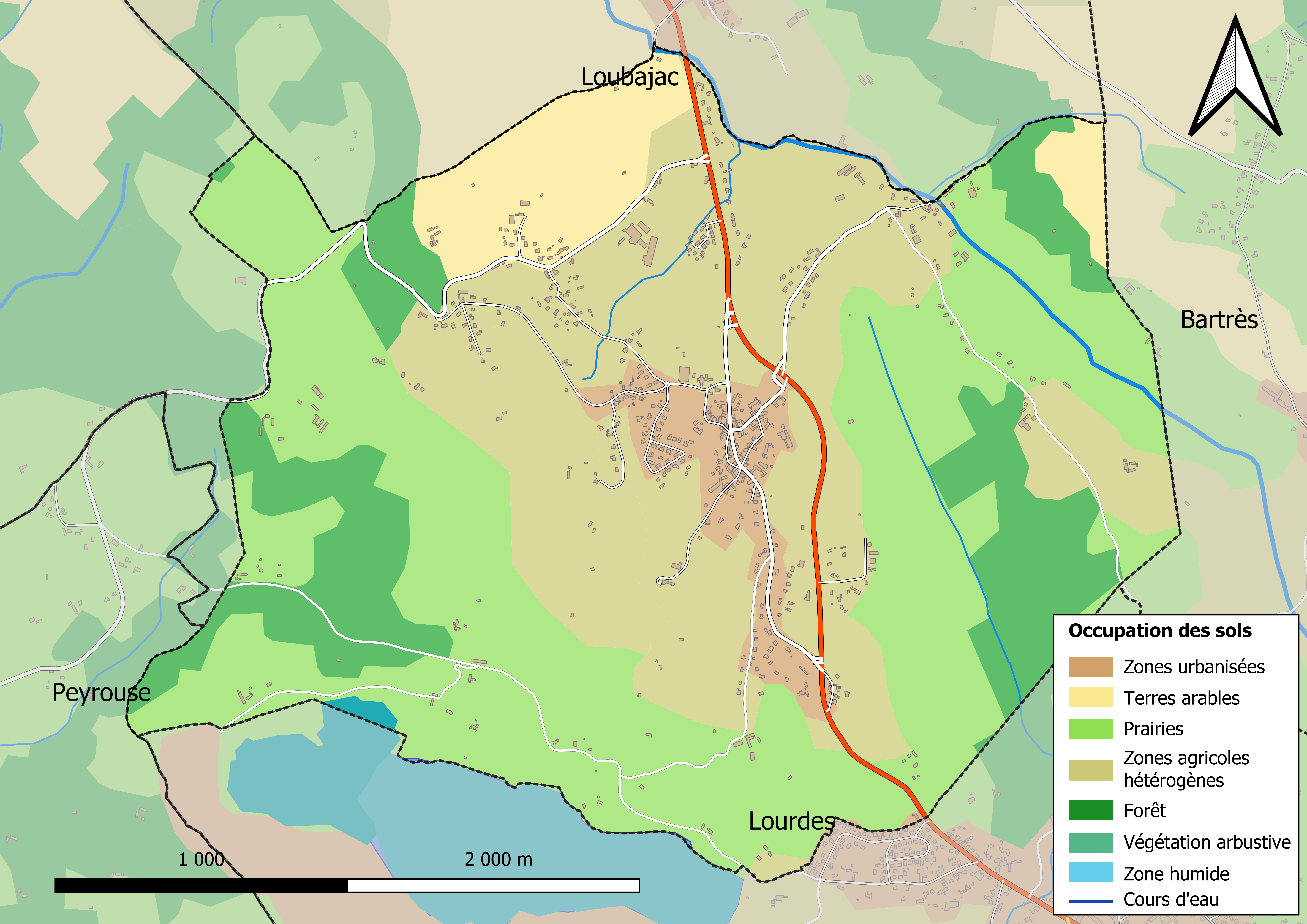
Carte des infrastructures et de l'occupation des sols en 2018 (CLC) de la commune.
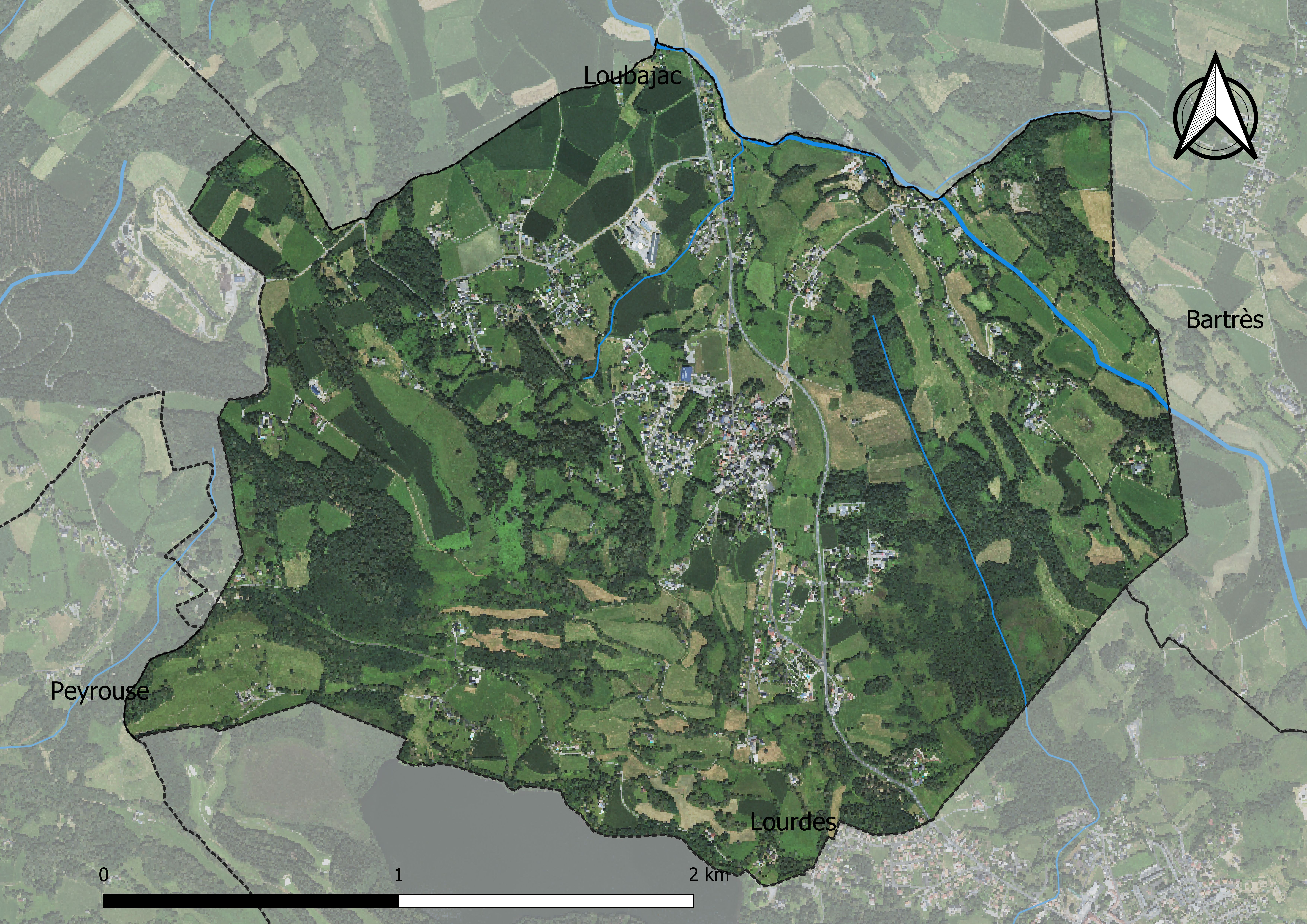
Carte orthophotogrammétrique de la commune.

### Logement
En 2012, le nombre total de logements dans la commune est de 367.

Parmi ces logements, 93,1 % sont des résidences principales, 4,7 % des résidences secondaires et 2,2 % des logements vacants.

### Voies de communication et transports
Cette commune est desservie par la route départementale D 940 et par la route départementale D 3.

### Risques majeurs
Le territoire de la commune de Poueyferré est vulnérable à différents aléas naturels : météorologiques (tempête, orage, neige, grand froid, canicule ou sécheresse), inondations, feux de forêts, mouvements de terrains et séisme (sismicité moyenne). Un site publié par le BRGM permet d'évaluer simplement et rapidement les risques d'un bien localisé soit par son adresse soit par le numéro de sa parcelle.
Certaines parties du territoire communal sont susceptibles d’être affectées par le risque d’inondation par débordement de cours d'eau, notamment l'Ousse. La cartographie des zones inondables en ex-Midi-Pyrénées réalisée dans le cadre du XIe Contrat de plan État-région, visant à informer les citoyens et les décideurs sur le risque d’inondation, est accessible sur le site de la DREAL Occitanie. La commune a été reconnue en état de catastrophe naturelle au titre des dommages causés par les inondations et coulées de boue survenues en 1982, 1999 et 2009,.
Poueyferré est exposée au risque de feu de forêt. Un plan départemental de protection des forêts contre les incendies a été approuvé par arrêté préfectoral le 21 avril 2020 pour la période 2020-2029. Le précédent couvrait la période 2007-2017. L’emploi du feu est régi par deux types de réglementations. D’abord le code forestier et l’arrêté préfectoral du 27 octobre 2014, qui réglementent l’emploi du feu à moins de 200 m des espaces naturels combustibles sur l’ensemble du département. Ensuite celle établie dans le cadre de la lutte contre la pollution de l’air, qui interdit le brûlage des déchets verts des particuliers. L’écobuage est quant à lui réglementé dans le cadre de commissions locales d’écobuage (CLE)

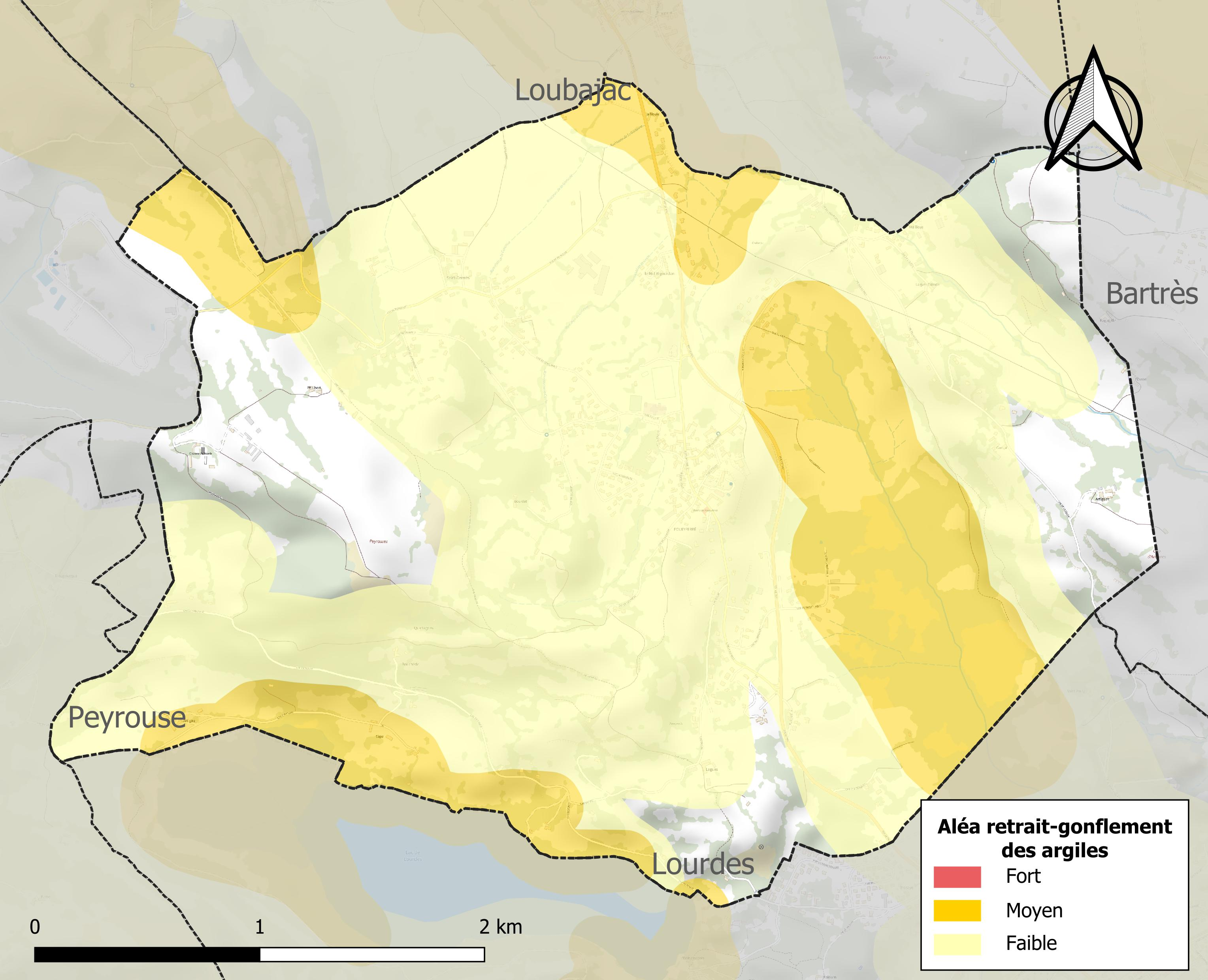
Carte des zones d'aléa retrait-gonflement des sols argileux de Poueyferré.

Les mouvements de terrains susceptibles de se produire sur la commune sont des tassements différentiels.
Le retrait-gonflement des sols argileux est susceptible d'engendrer des dommages importants aux bâtiments en cas d’alternance de périodes de sécheresse et de pluie. 22,7 % de la superficie communale est en aléa moyen ou fort (44,5 % au niveau départemental et 48,5 % au niveau national). Sur les 356 bâtiments dénombrés sur la commune en 2019, 37 sont en aléa moyen ou fort, soit 10 %, à comparer aux 75 % au niveau départemental et 54 % au niveau national. Une cartographie de l'exposition du territoire national au retrait gonflement des sols argileux est disponible sur le site du BRGM,.
Par ailleurs, afin de mieux appréhender le risque d’affaissement de terrain, l'inventaire national des cavités souterraines permet de localiser celles situées sur la commune.
Concernant les mouvements de terrains, la commune a été reconnue en état de catastrophe naturelle au titre des dommages causés par des mouvements de terrain en 1999.

## Toponymie

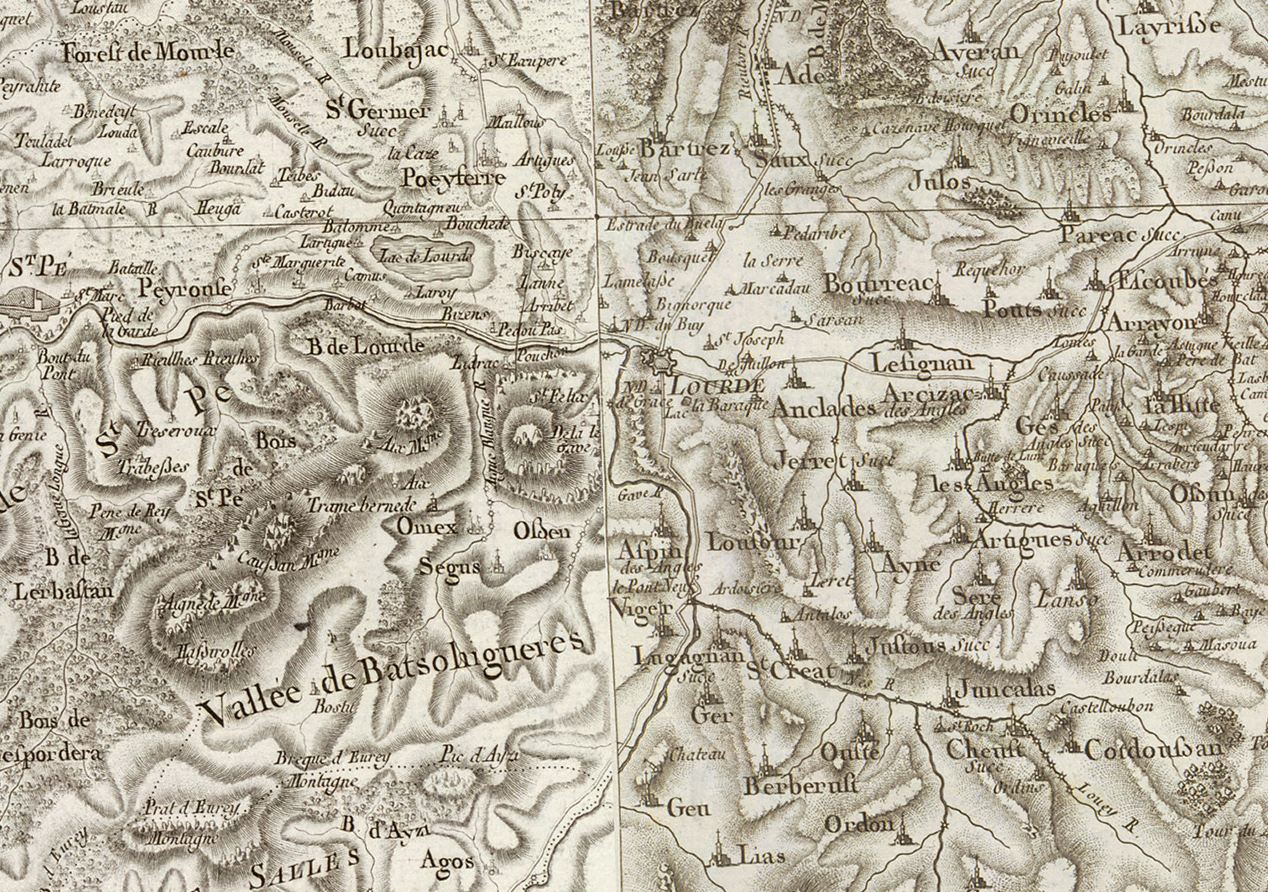
Extrait de la carte de Cassini (entre 1756 et 1789) situant Poueyferré au nord-ouest de Lourdes.

On trouvera les principales informations dans le Dictionnaire toponymique des communes des Hautes-Pyrénées de Michel Grosclaude et Jean-François Le Nail qui rapporte les dénominations historiques du village :
Dénominations historiques :
- Puey Ferrier, Puei Feirer ou Puei Ferrer (entre 1130 et 1163, cartulaire de Bigorre) ;
- De Podio Ferrerio, latin (1313, Debita regi Navarre) ;
- De Podio Ferrarii, latin (1342, pouillé de Tarbes) ;
- de Podio Ferrerii, latin (1379, procuration Tarbes) ;
- Poey Ferrer, Poeyferrer, Poey Ferrer (1429, censier de Bigorre) ;
- Poeyfarre (1541, ADPA, B 1010) ;
- Poiferré (1760, Larcher, pouillé de Tarbes) ;
- Pouyferré (1790, Département 1) ;
- Poeyferre (fin XVIIIe siècle, carte de Cassini).

Étymologie : du gascon puei (latin podium = hauteur) et ferrèr latin (ferrarium = de fer).
Nom occitan : Poiharrèr.

## Histoire

### Cadastre napoléonien de Poueyferré
Le plan cadastral napoléonien de Poueyferré est consultable sur le site des archives départementales des Hautes-Pyrénées.

## Politique et administration

### Liste des maires

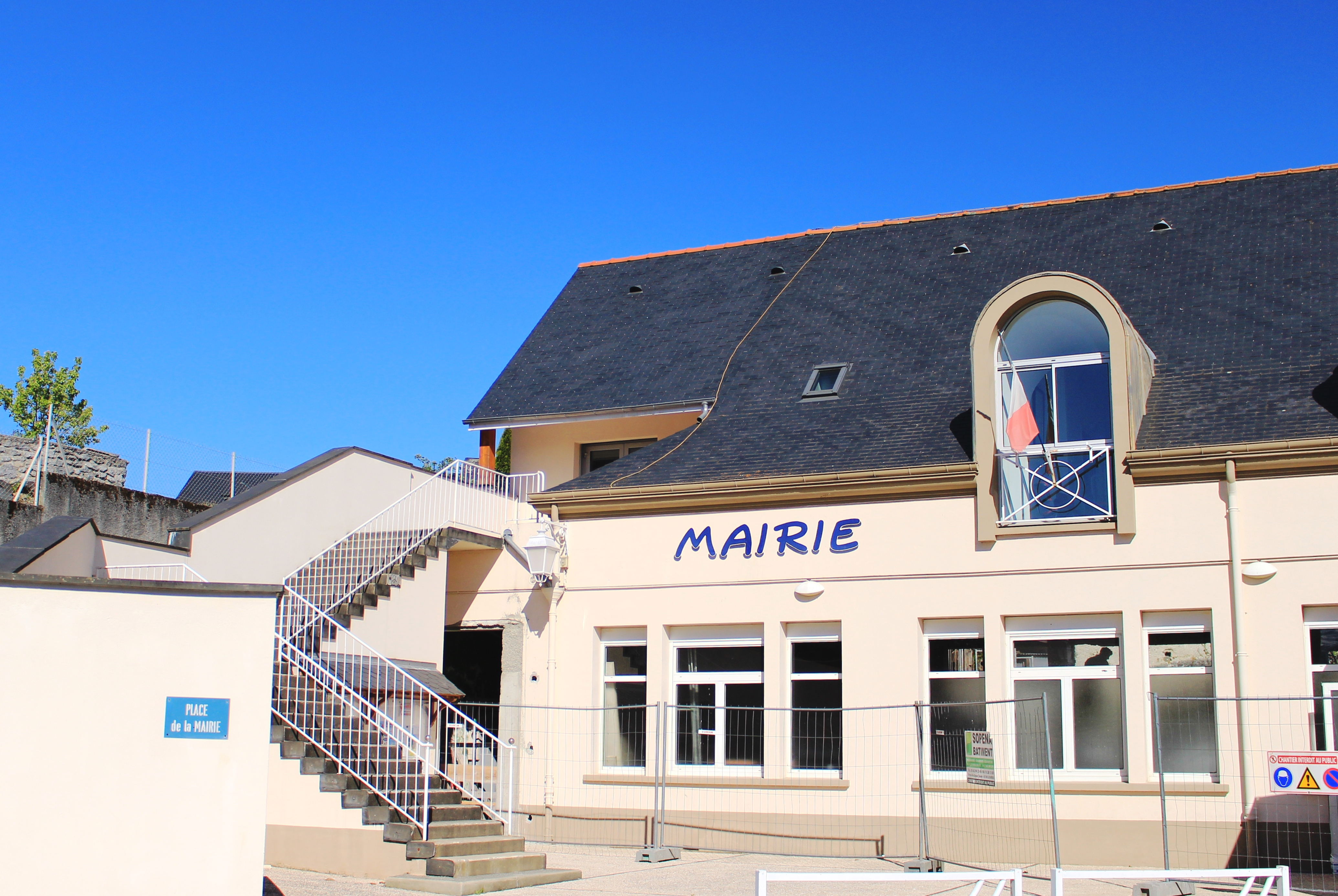
La mairie en 2018.

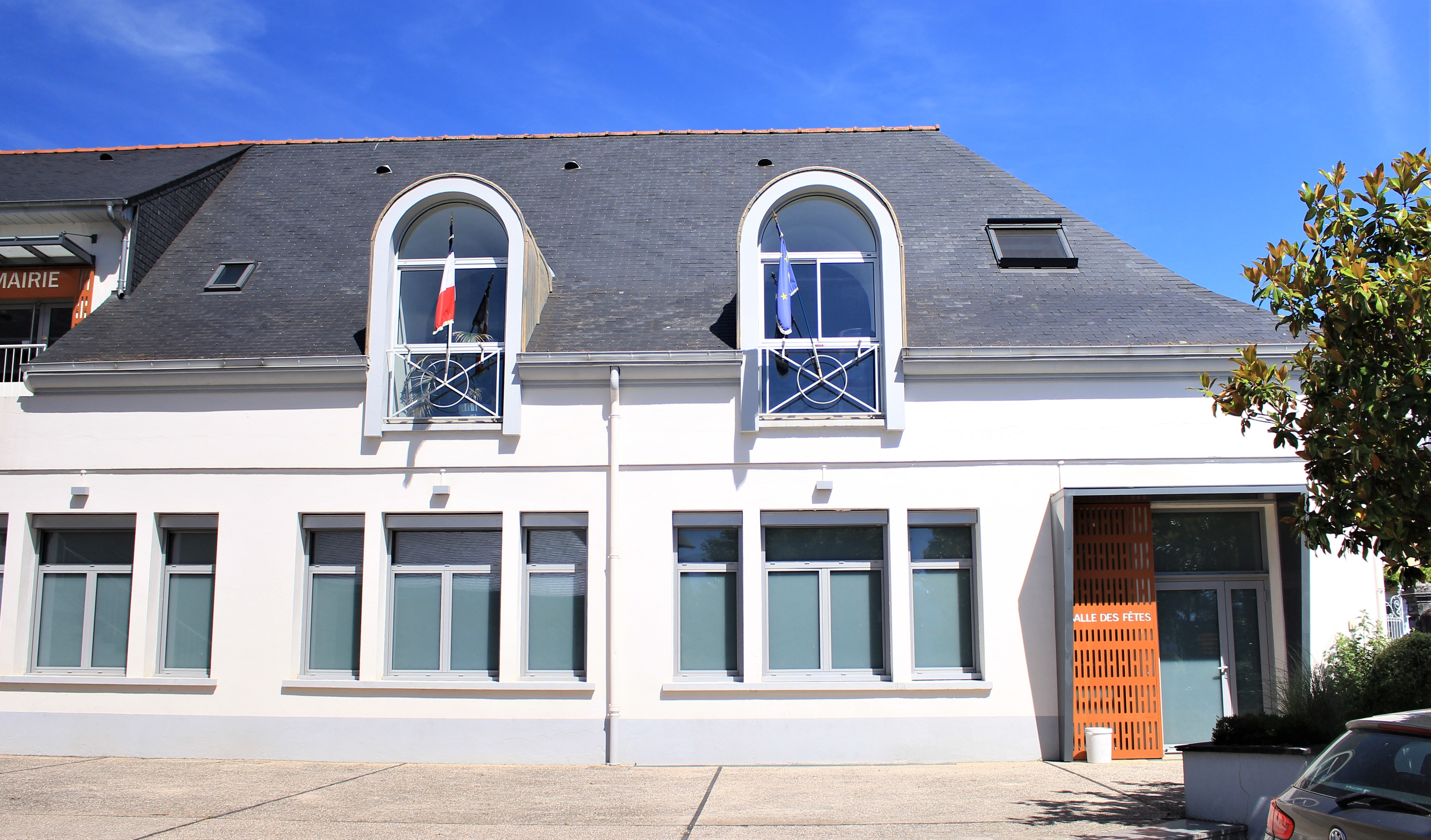
Le foyer rural en 2024.

| Période                                  | Période                   | Identité            | Étiquette | Qualité |
| ---------------------------------------- | ------------------------- | ------------------- | --------- | ------- |
| Les données manquantes sont à compléter. |                           |                     |           |         |
|                                          |                           |                     |           |         |
| mars 2001                                | En cours (au 30 mai 2020) | Jean-Louis Cazaubon |           |         |

### Rattachements administratifs et électoraux

#### Historique administratif
Pays et sénéchaussée de Bigorre, quarteron de  Lourdes, canton de  Saint-Pé (1790), de Lourdes (1801), Lourdes-Ouest  (depuis 1973). Saint-Germès, commune en 1790, lui est rattachée entre 1791 et 1801.

#### Intercommunalité
Poueyferré appartient à la Communauté d'agglomération Tarbes-Lourdes-Pyrénées créée en janvier 2017 et qui réunit 86 communes.

## Population et société

### Démographie

#### Évolution démographique

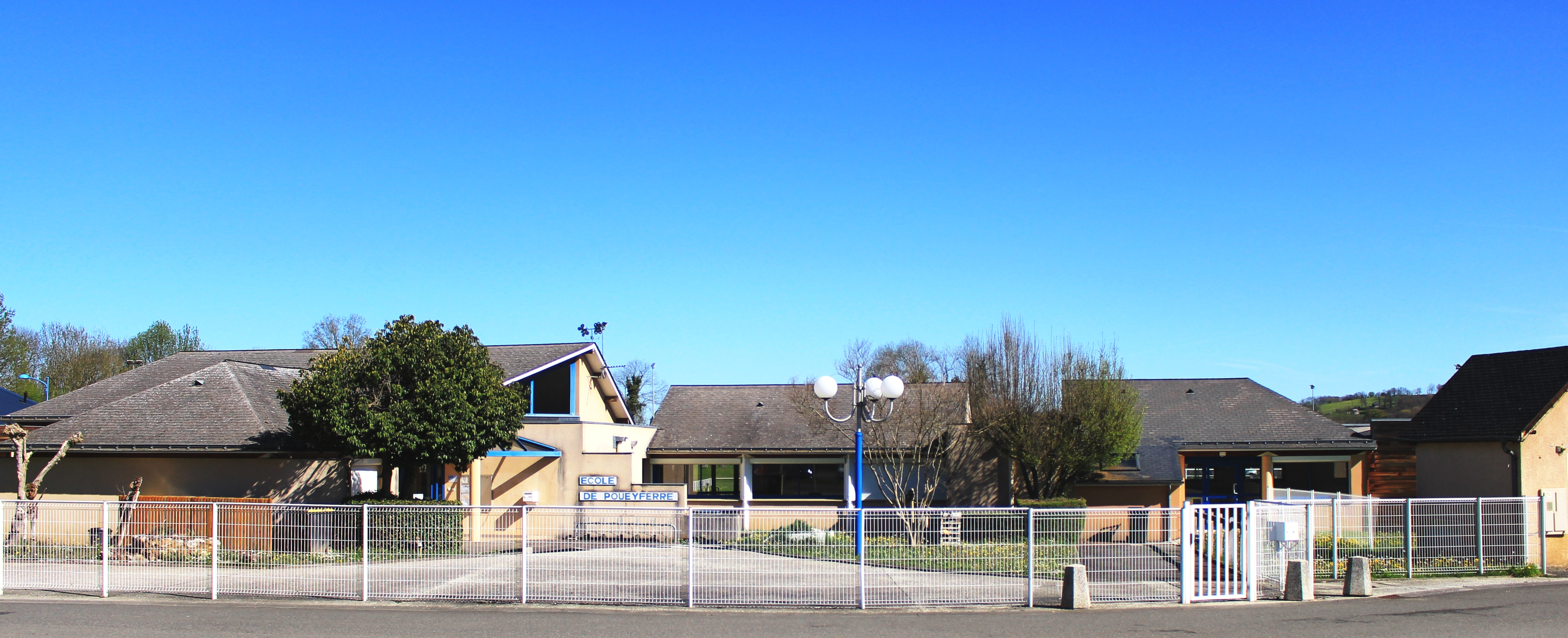
L’école primaire en 2018.

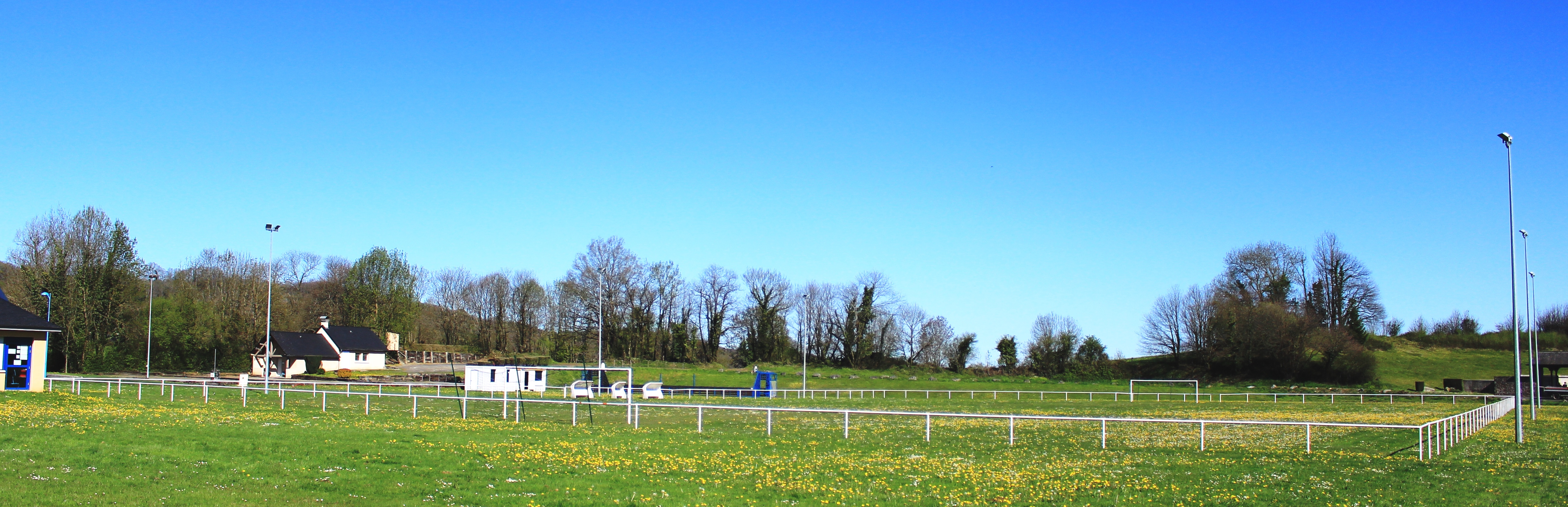
Le stade de football.

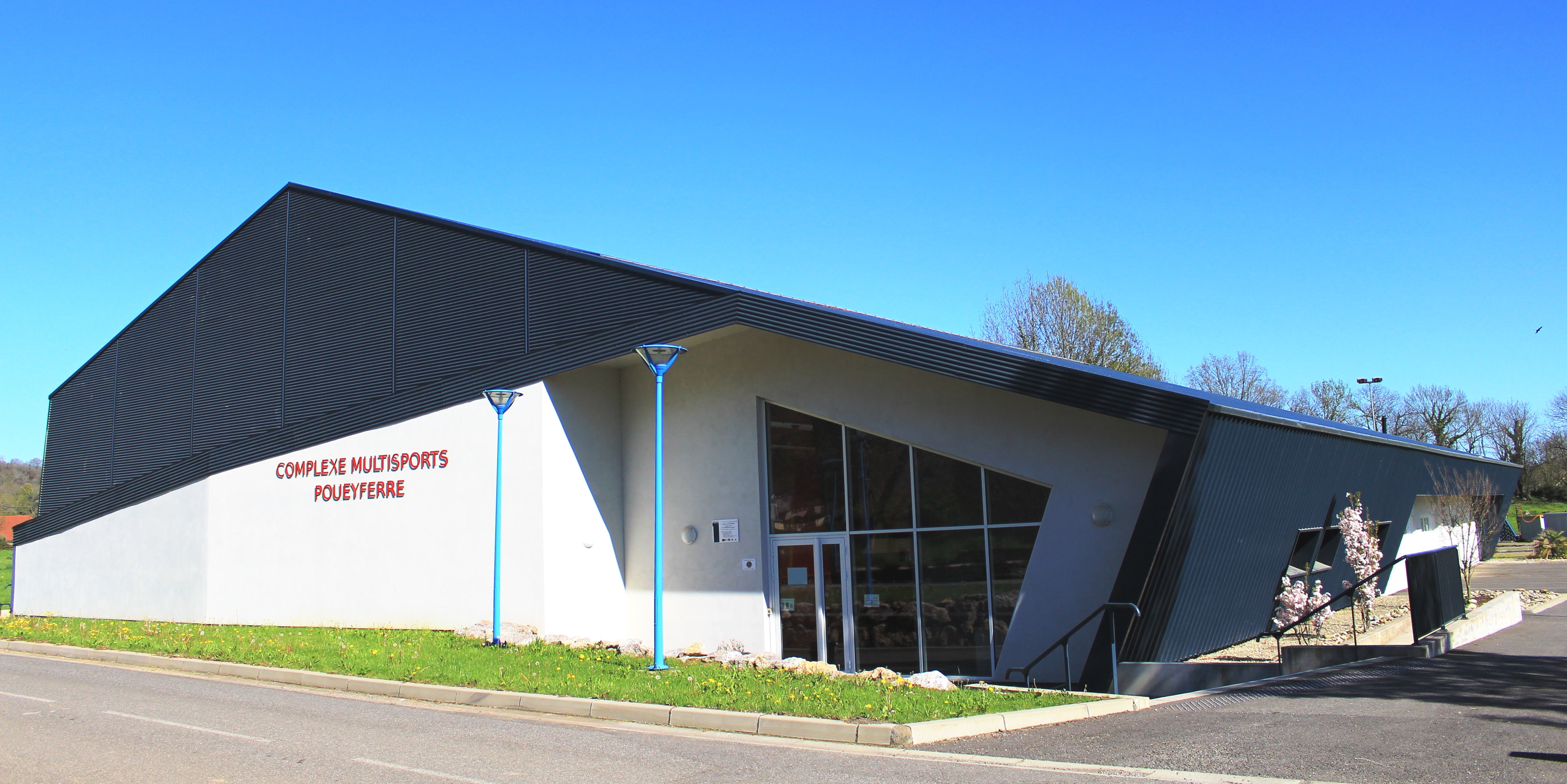
Le gymnase.

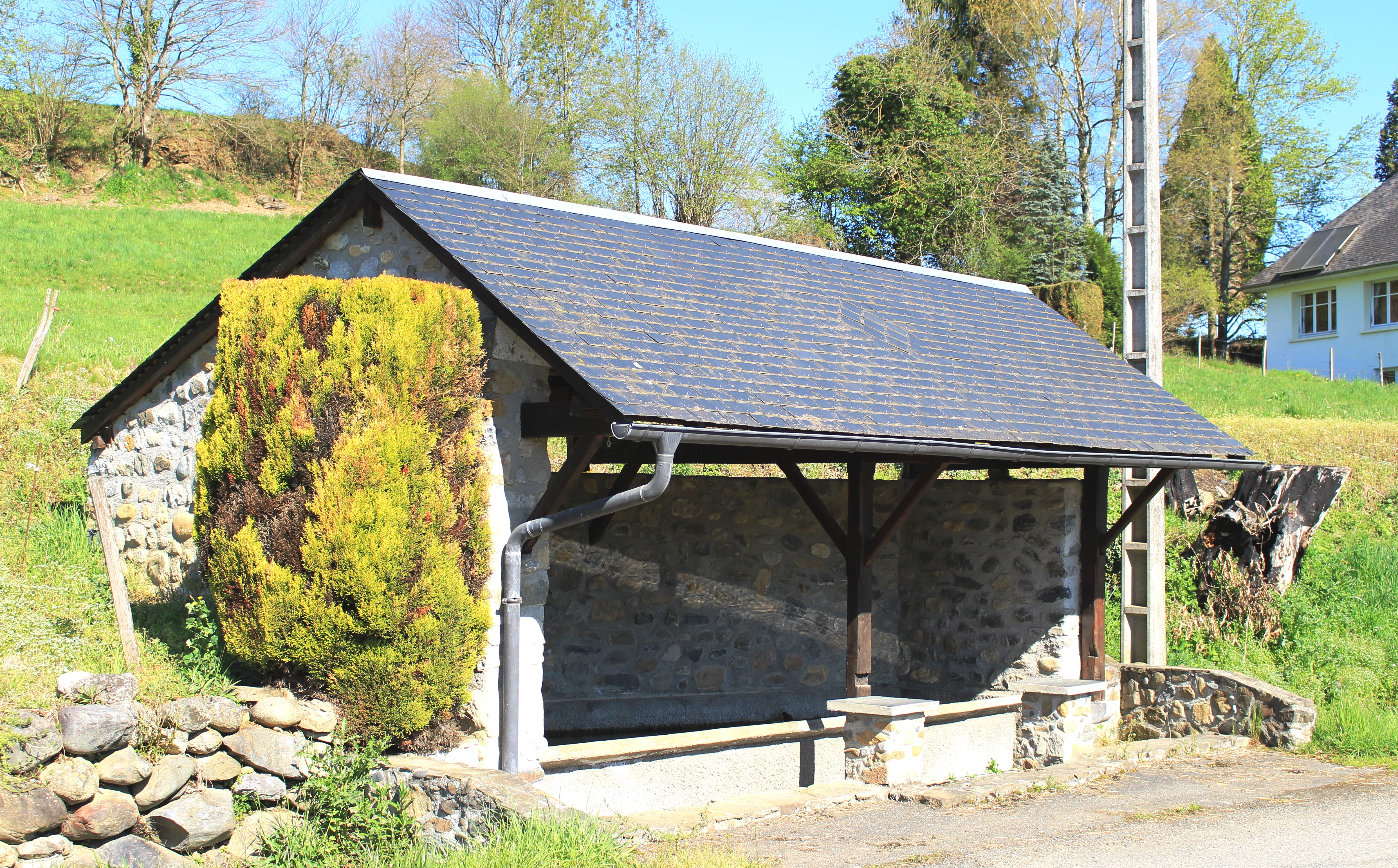
Le lavoir.

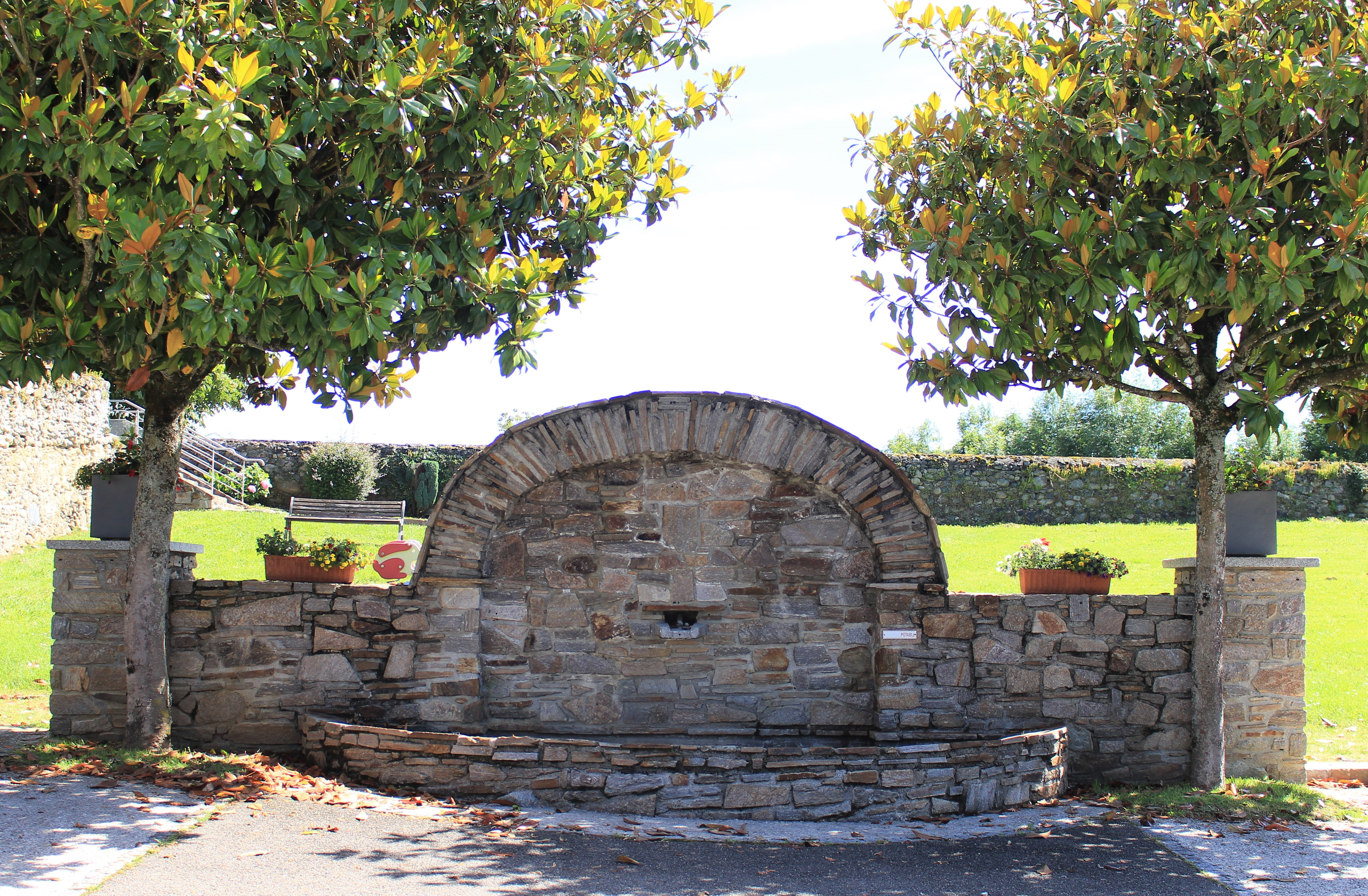
La fontaine.

L'évolution du nombre d'habitants est connue à travers les recensements de la population effectués dans la commune depuis 1793. Pour les communes de moins de 10 000 habitants, une enquête de recensement portant sur toute la population est réalisée tous les cinq ans, les populations de référence des années intermédiaires étant quant à elles estimées par interpolation ou extrapolation. Pour la commune, le premier recensement exhaustif entrant dans le cadre du nouveau dispositif a été réalisé en 2006.

En 2022, la commune comptait 830 habitants, en évolution de −3,04 % par rapport à 2016 (Hautes-Pyrénées : +1,59 %, France hors Mayotte : +2,11 %).
| 1793 | 1800 | 1806 | 1821 | 1831 | 1836 | 1841 | 1846 | 1851 |
| ---- | ---- | ---- | ---- | ---- | ---- | ---- | ---- | ---- |
| 478  | 407  | 536  | 601  | 668  | 646  | 613  | 633  | 656  |

| 1856 | 1861 | 1866 | 1872 | 1876 | 1881 | 1886 | 1891 | 1896 |
| ---- | ---- | ---- | ---- | ---- | ---- | ---- | ---- | ---- |
| 642  | 674  | 659  | 625  | 601  | 559  | 515  | 508  | 473  |

| 1901 | 1906 | 1911 | 1921 | 1926 | 1931 | 1936 | 1946 | 1954 |
| ---- | ---- | ---- | ---- | ---- | ---- | ---- | ---- | ---- |
| 432  | 412  | 430  | 339  | 359  | 343  | 364  | 301  | 322  |

| 1962 | 1968 | 1975 | 1982 | 1990 | 1999 | 2006 | 2011 | 2016 |
| ---- | ---- | ---- | ---- | ---- | ---- | ---- | ---- | ---- |
| 424  | 503  | 638  | 650  | 675  | 780  | 797  | 857  | 856  |

| 2021 | 2022 | - | - | - | - | - | - | - |
| ---- | ---- | - | - | - | - | - | - | - |
| 838  | 830  | - | - | - | - | - | - | - |

### Enseignement
La commune dépend de l'académie de Toulouse. Elle dispose d’une école en 2017.
- École primaire.

## Économie

### Revenus
En 2018, la commune compte 356 ménages fiscaux, regroupant 871 personnes. La médiane du revenu disponible par unité de consommation est de 21 300 € (20 420 € dans le département).

### Emploi
|                | 2008  | 2013  | 2018  |
| -------------- | ----- | ----- | ----- |
| Commune        | 4,4 % | 6,3 % | 8,4 % |
| Département    | 7,7 % | 9,4 % | 9,8 % |
| France entière | 8,3 % | 10 %  | 10 %  |

En 2018, la population âgée de 15 à 64 ans s'élève à 504 personnes, parmi lesquelles on compte 75,4 % d'actifs (67 % ayant un emploi et 8,4 % de chômeurs) et 24,6 % d'inactifs,. Depuis 2008, le taux de chômage communal (au sens du recensement) des 15-64 ans est inférieur à celui de la France et du département.
La commune fait partie de la couronne de l'aire d'attraction de Lourdes, du fait qu'au moins 15 % des actifs travaillent dans le pôle,. Elle compte 95 emplois en 2018, contre 93 en 2013 et 113 en 2008. Le nombre d'actifs ayant un emploi résidant dans la commune est de 345, soit un indicateur de concentration d'emploi de 27,5 % et un taux d'activité parmi les 15 ans ou plus de 53,7 %.
Sur ces 345 actifs de 15 ans ou plus ayant un emploi, 56 travaillent dans la commune, soit 16 % des habitants. Pour se rendre au travail, 90,7 % des habitants utilisent un véhicule personnel ou de fonction à quatre roues, 0,6 % les transports en commun, 2,8 % s'y rendent en deux-roues, à vélo ou à pied et 5,8 % n'ont pas besoin de transport (travail au domicile).

## Culture locale et patrimoine

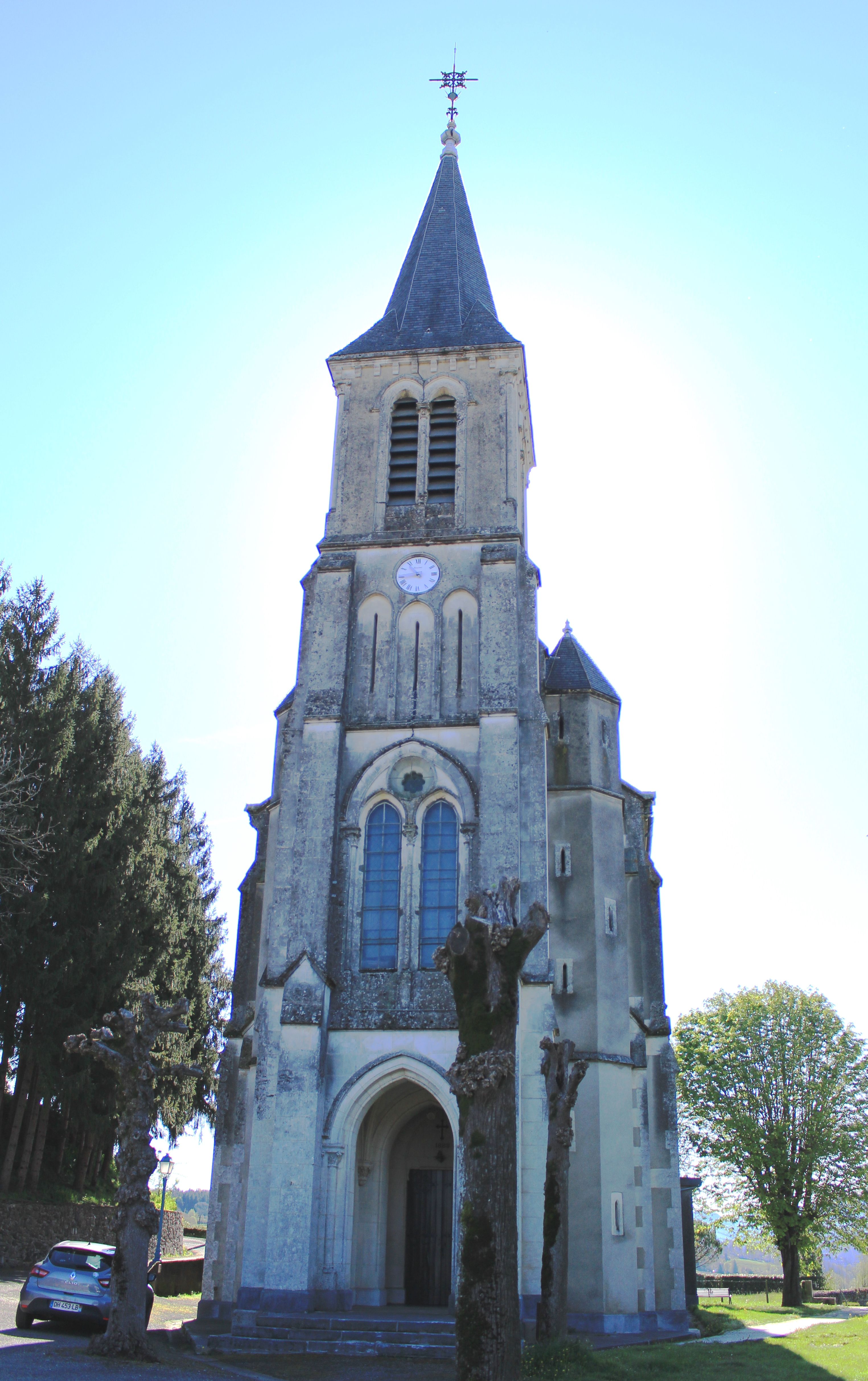
L'église Notre-Dame-de-l'Assomption en 2018.

### Lieux et monuments
- Les plus anciens monuments de Poueyferré ont été construits aux temps pré- et protohistoriques : le menhir de Peyrasse est aujourd'hui situé à l'intérieur de l'espace grillagé dévolu à la déchetterie, et le tumulus dit des deux Menhirs, tumulus surmonté d'une chapelle, également inaccessible à cause d'un grilage.
- Église Notre-Dame-de-l'Assomption de Poueyferré.
- Lavoir.

Sélection de vues diverses
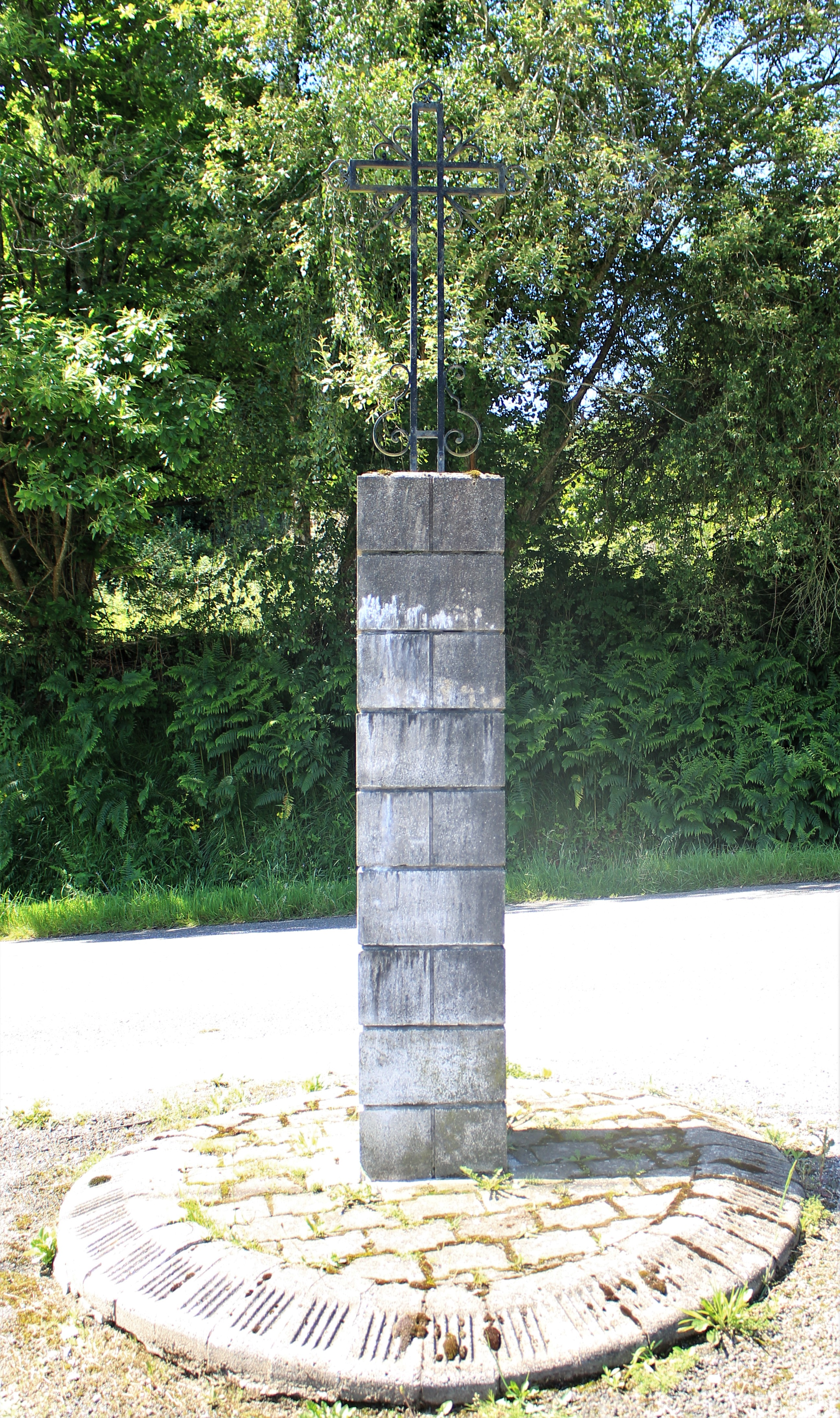
Une croix.
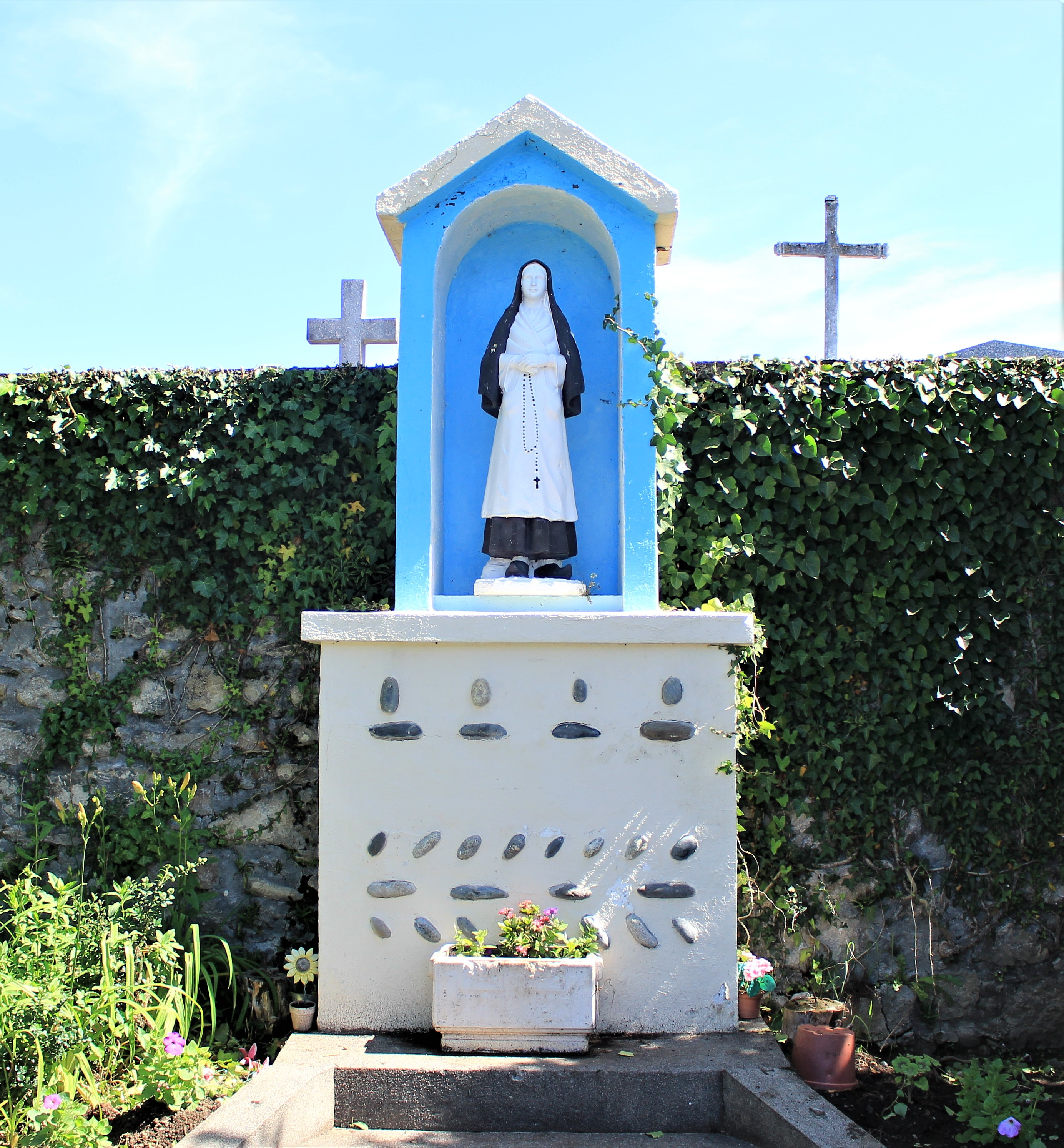
Un Oratoire.

## Voir aussi

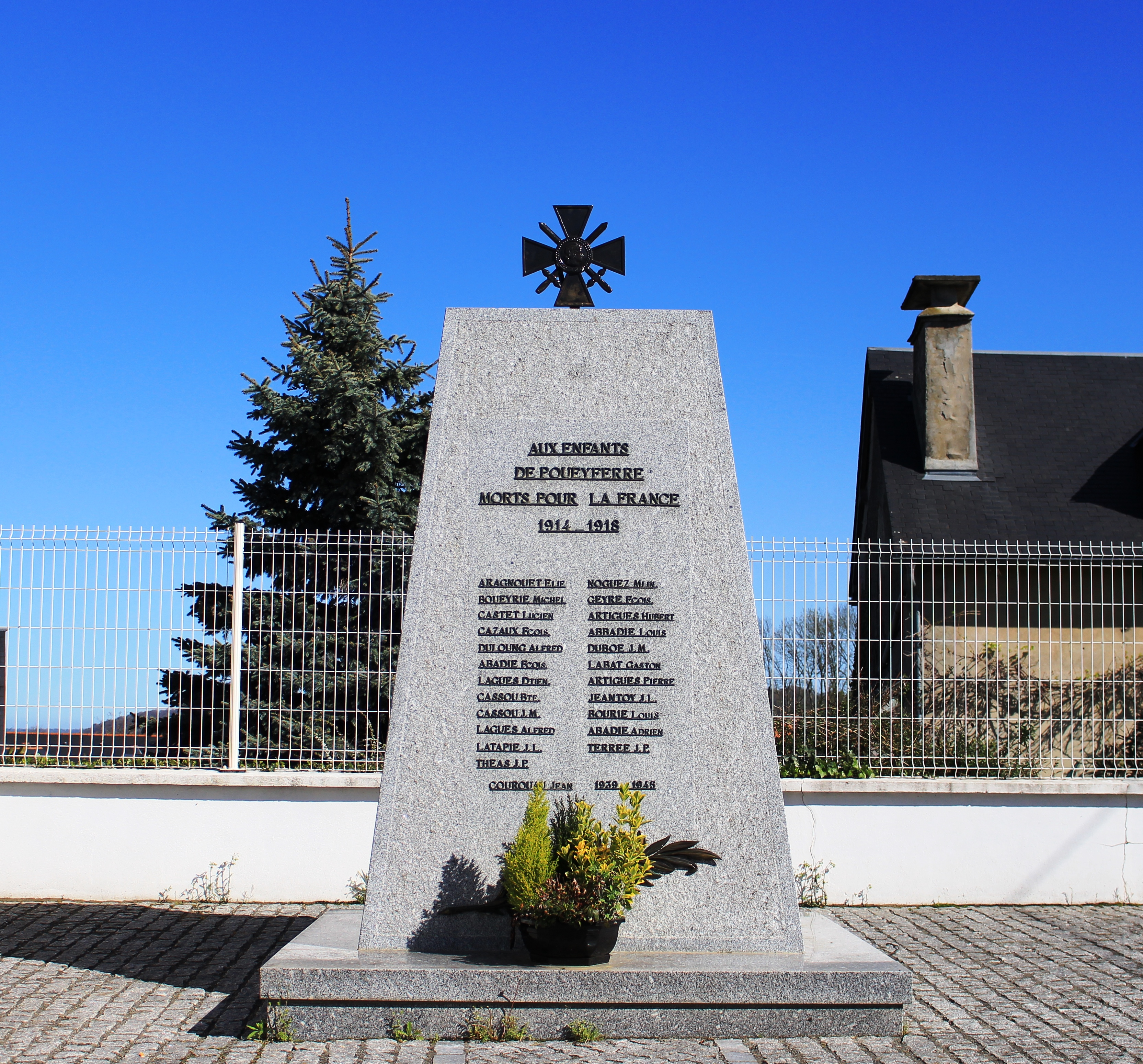
Le monument aux morts municipal.

### Héraldique
| Blason | Blasonnement : D'argent à une levrette rampante d'azur colletée de gueules accompagnée de 3 branches de cerisier fruitées au naturel rangées en chef. |